# إيتاريما
إيتاريما بلدية في ولاية سيارا في المنطقة الشمالية الشرقية من البرازيل.